# Херъщ (окръг Гюргево)
Херъщ (на румънски: Herăști) е село в Румъния, административен център на община Херъщ, окръг Гюргево. Намира се на 44 метра надморска височина. Според преброяването през 2011 г. е с население от 2115 души. Според преброяването от 2002 г. в селото живеят 87,5% румънци и 12,5% цигани. Според оценки около 40% от жителите са българи.
В периода 1910 – 1920 г. в селото са живеели 1500 българи от село Хърсово (Кеманларско), както и 400 румънци.